# Raión de Bar
Raión de Bar (en ucraniano: Барський район) es un antiguo raión o distrito de Ucrania en el óblast de Vinnytsia. La capital fue la ciudad de Bar.
Comprende una superficie de 1100 km².

## Demografía
Según estimación 2010 contaba con una población total de 54793 habitantes.

## Otros datos
El código KOATUU es 520200000. El código postal 23000 y el prefijo telefónico +380 4341.